# Firjal
Firjal (arab. ‏فريال‎; ur. 17 listopada 1938 w Aleksandrii, zm. 29 listopada 2009 w Montreux) – egipska księżniczka, córka króla Faruka I i Faridy. Miała dwie siostry: Fauzijję i Fadiję oraz przyrodniego brata Fu’ada.
W związku z rewolucją z 1952 roku wyemigrowała do Szwajcarii. W 1966 roku poślubiła Jean-Pierre'a Perretena, który przeszedł na islam; para miała córkę Yasmine. Firjal zmarła z powodu nowotworu żołądka, została pochowana w mauzoleum w meczecie Al-Rifa'i w Kairze.